# اداره کل امنیت و مقابله با تروریسم
اداره کل امنیت و مقابله با تروریسم (انگلیسی: Office for Security and Counter-Terrorism);(OSCT) یک اداره اجرایی در وزارت کشور دولت انگلستان است که در سال ۲۰۰۷ ایجاد شده‌است، این اداره مسئولیت هدایت امور ضد تروریسم در انگلستان را برعهده دارد و به صورت تنگاتنگ با پلیس و سرویس‌های امنیتی کار می‌کند. این اداره گزارش فعالیت‌های خود را به وزیر کشور (هم‌اکنون امبر راد) و وزیر خارجه در امور امنیت و ضد تروریسم (بن والاس) ارسال می‌کند. تام هرد، مدیر کل فعلی این ارگان است که به عنوان مقام ارشد دولتی، مسئول استراتژی ضد تروریسم و جرائم سازمانیافته‌است.

## مسئولیت‌ها
مسئولیت‌های فعلی اداره کل امنیت و مقابله با تروریسم (OSCT) بر اساس وب سایت خود، عبارت هستند از:
- واکنش نشان دادن انگلستان به حوادث تروریستی
- توسعه قوانین مربوط به تروریسم در داخل و خارج از انگلستان
- ارائه اقدامات امنیتی و حفاظتی برای شخصیت‌های مردمی
- اطمینان از زیرساخت‌های حیاتی و ملی انگلستان که در برابر حملات تروریستی (از جمله حمله الکترونیکی) محافظت می‌شود
- اطمینان از اینکه انگلستان برای مقابله با حملات شیمیایی، بیولوژیکی یا هسته‌ای آمادگی داشته باشد.
- برقراری ارتباط با سرویس‌های دولتی و اورژانسی در جریان حوادث تروریستی یا عملیات ضد تروریسم.

## استشهادیه سال ۲۰۱۴
در ماه مه سال ۲۰۱۴، مدیرکل (OSCT)، استشهادیه‌ای را از سوی دولت و سه سازمان اطلاعاتی اصلی برای دادگاه رسیدگی به اختیارات، در یک کیس قانونی که توسط گروه‌های وکالت شامل حریم بین‌المللی، آزادی و عفو بین‌الملل ارائه شده بود تهیه کرد. در این استشهاد، مبنای قانونی جلوگیری از ارتباطات الکترونیکی به موجب قانون ۲۰۰۰ آئین‌نامه اختیارات تحقیقاتی شرح داده شده‌است. این موضوع در رسانه‌ها به عنوان توضیحی دربارهٔ اینکه چطور سرویس‌های امنیتی می‌توانند بطور قانونی کاربرد «فیس بوک، گوگل و توئیتر» را به وسیلهٔ شهروندان بریتانیایی مانیتور کنند مشخص شده‌است.